# Hans Rommel
Hans Rommel (* 4. Januar 1890 in Hausen ob Urspring; † 24. Mai 1979 in Freudenstadt) war Oberstudienrat am Keplergymnasium Freudenstadt, Stadt- und Kreisarchivar und Gründer der „Freudenstädter Heimatblätter“.

## Leben
Johann Baptist August (Rufname "Hans") Rommel wurde in Hausen ob Urspring als Sohn des dortigen Schullehrers Johann Paul Rommel und dessen Ehefrau Maria Anna Dachser geboren. Die Eltern heirateten in Hausen o.U. am 29. November 1888. Der väterliche Großvater von Hans Rommel, Johann Baptist Rommel, war Freiherr von Freybergscher Revierjäger in Allmendingen; der mütterliche Großvater Johann Georg Dachser war Freiherrlich Freybergscher Ökonomie-Aufseher in Haldenwang, Bayern. Die Familie stammte ursprünglich aus dem Großen Lautertal (Jäger auf der Schülzburg). 
In Hausen o.U. wurden außer Hans Rommel noch der Bruder Franz August (* 1891) und die Schwester Paula (* 1892) geboren.
Rommel besuchte die Volksschule in Hausen o.U., wo sein Vater alle sieben Schulklassen in einem Schulzimmer zu unterrichten hatte. Im Alter von 6 bis 7 Jahren wurde der Vater nach Hürbel versetzt. Durch Privatunterricht vorbereitet, konnte er auf das Gymnasium Ehingen überwechseln und dort bis zum Bestehen des Landexamens die Schule besuchen. Anschließend wechselte er an das Ehinger Konvikt, und von da aus 1910 an das Tübinger Wilhelmsstift zum Studium an der Universität Tübingen. Dort studierte er alte Sprachen und Geschichte, verbrachte auch ein Semester an der Universität Berlin und kehrte 1912 nach Tübingen zurück. Während des Studiums war er Mitglied der katholischen Studentenverbindungen KAV Suevia Berlin und AV Guestfalia Tübingen im CV. Rommel meldete sich als Kriegsfreiwilliger und wurde nach verschiedenen Einsätzen Ende 1918 aus dem Militärdienst entlassen. Erst 1918 konnte er nach mehrjähriger Unterbrechung die erste Dienstprüfung ablegen. Sofort machte er sich an den Abschluss seiner Dissertation und wurde 1921 in Tübingen mit einer Arbeit über Die naturwissenschaftlich-paradoxographischen Exkurse bei Philostratos, Heliodoros und Achilleus Tatios promoviert.
Nach Abschluss seiner Studien war Rommel zunächst Hilfslehrer in Rottenburg am Neckar. Es folgte 1920 seine Ernennung zum Studienrat in Freudenstadt an die dortige Realschule mit neu eingegliederter Lateinabteilung, in welcher Stadt er sich auch häuslich niederließ. 1929 wurde die Realschule zur Vollanstalt „Realgymnasium und Oberrealschule“ ausgebaut. Als 1930 der Neubau des Gymnasiums, der „Keplerschule“, eingeweiht wurde, verfasste Rommel die Festschrift „Der Neubau des Realgymnasiums und der Oberrealschule in Freudenstadt“. Seine Lehrfächer waren vorwiegend alte Sprachen (Latein) und Geschichte.
In den 1930er Jahren begann Rommel sich der Geschichte seiner neuen Heimat Freudenstadt und Umgegend zu widmen. Er war es, welcher 1936 die Initiative zur Gründung der „Freudenstädter Heimatblätter“ ergriff. Die Herausgabe einer historischen Zeitschrift für eine Stadt von der Größe Freudenstadts war eine Seltenheit. Rommel zeichnete als Herausgeber und Redakteur der Blätter von ihrer Gründung 1936 bis zu seinem Tod 1979. Daneben war er Verfasser von mehreren Dutzend Beiträgen in der Zeitschrift, wovon viele gar nicht von ihm namentlich gezeichnet wurden. Außerdem verfasste Rommel etliche weitere selbständig erschienene Publikationen zur Geschichte Freudenstadts.
Freudenstadt hatte bislang kein eigenständiges Stadtarchiv, bis Rommel vom damaligen Bürgermeister Ernst Blaicher 1937 den Auftrag erhielt, ein Stadtarchiv aufzubauen. Auch die Erweiterung des städtischen Museums war ihm ein Anliegen. Rommel wurde dann auch zum Archiv- und Denkmalpfleger für den gesamten Kreis Freudenstadt berufen.
Der Zweite Weltkrieg, in dem er noch als Reserveoffizier eingesetzt wurde, machte dann Vieles seiner Arbeit zunichte. Während große Teile des Stadtarchivs durch Einlagerung in Bunker gerettet werden konnte, verbrannten umfangreiche und wertvolle Archivalien wie z. B. die Inventuren und Teilungen, die Kirchenbücher und die Schwarzwaldzeitung „Der Grenzer“ (der spätere Schwarzwälder Bote). Auch das Stadtmuseum wurde in der Nacht vom 16./17. April 1945 durch Bombenabwurf und Artilleriebeschuss zerstört. Nach dem Krieg mussten Archiv und Museum mühevoll wieder aufgebaut werden. 1955 wurde Rommel mit Erreichen der Altersgrenze in den Ruhestand verabschiedet. Rommel starb in Freudenstadt am 24. Mai 1979.

## Werke

### Selbständig erschienen
- Zwei einstige Heilbäder um Freudenstadt. Hrsg. vom Heimat- u. Museumsverein für Stadt und Kreis Freudenstadt. Freudenstadt: Heimat- u. Museumsverein für Stadt und Kreis Freudenstadt, 1978. 52 S. (Freudenstädter Beiträge zur geschichtlichen Landeskunde zwischen Neckar, Murg und Kinzig, Nr. 2).
- (neu bearbeitet von W. Dürring) Die evangelische Stadtkirche von Freudenstadt: neuer Wegweiser durch die Stadtkirche. Neuausgabe. Freudenstadt: Verlag Schwarzwälder Bote, 1974 und 1975. 19 S.
- (zusammen mit Georg Kopp) Die Stadtkirche von Freudenstadt. Neubearbeitung. Freudenstadt (Schwarzwald): Kaupert, 1963. 22 S.
- Vor zehn Jahren: 16./17. April 1945; wie es zur Zerstörung von Freudenstadt gekommen ist. Freudenstadt (Schwarzwald): Kaupert, 1955. 52 S. (Freudenstädter Heimatblätter, Beiheft Nr. 1).
- (zusammen mit Georg Kopp) Die Stadtkirche von Freudenstadt. 1. Aufl. Freudenstadt (Schwarzwald): Kaupert, 1954. 22 S.
- Ein Heimatgruß ins Feld aus Stadt und Kreis Freudenstadt. Im Auftrag des Kreisleiters zusammengestellt von Hans Rommel. Freudenstadt (Schwarzwald): Kaupert, 1940. 160 S.
- Heinrich Schickhardt, der Erbauer Freudenstadts: Gedächtnisfeier anlässlich seines 300. Todestages, Januar 1935 in Freudenstadt. Im Auftrag der Schickhardtschen Familienverbandes zusammengestellt und vom Schickhardtschen Familienverband seinen Mitgliedern zur 4. Familientagung 1935 überreicht. Freudenstadt (Schwarzwald): Kaupert, 1935. 12 S.
- Der Neubau des Realgymnasiums und der Oberrealschule in Freudenstadt: Festschrift der Schwarzwald-Zeitung „Der Grenzer“. Freudenstadt (Schwarzwald): Kaupert und Kepler-Oberschule, 1930. 68 S.
- Die naturwissenschaftlich-paradoxographischen Exkurse bei Philostratos, Heliodoros und Achilleus Tatios. Tübingen: Universität, Dissertation, 1921. Druck: Stuttgart: Kohlhammer, 1923. IV, 82 S.

### Beiträge für die „Freudenstädter Heimatblätter“
Rommel war Herausgeber von Band 1/1936 bis zu Band 13/1979
- Was wir wollen. Bd. 1, 1936, S. 5ff.
- (mit G. Haag) Lebensbeschreibung des Schulmeisters Joh. Gaiser in Baiersbronn I. Bd. 1, 1936, S. 38ff.
- Von alten Hauszeichen in Freudenstadt. Bd. 1, 1936, S. 80ff.
- Alte Steinmetzarbeiten in Schwarzenberg. Bd. 1, 1936, S. 84f.
- Die älteste Ansicht von Freudenstadt. Bd. 1, 1936, S. 86f.
- Nachrufe. Bd. 1, 1936, S. 92ff.
- Buchbesprechung von G. Bossert, Aus Horb und Umgebung. Bd. 1, 1936, S. 99ff.
- Auf der Suche nach dem „Dokument“. Ein Nachtrag zum vorausgehenden Aufsatz. Bd. 2, 1937, S. 24ff.
- Der künftige Kreis Freudenstadt. Bd. 2, 1937, S. 75f.
- Aus dem sippenkundlichen Schrifttum unserer Heimat (Neuerscheinungen 1936). Bd. 2, 1937, S. 130f.
- Fünfundzwanzig Jahre im Dienste der Heimat. Aus der Geschichte des „Vereins für Heimatkunde“ in Freudenstadt. Bd. 2, 1937, S. 132ff.
- Eine Freudenstädter Glocke aus Adelberg. Bd. 3/4, 1938/9, S. 16.
- Eine alte Ansicht der Reichenbacher Klosterkirche. Bd. 3/4, 1938/9, S. 17f.
- Von Ziegeln und Zieglern in und um Freudenstadt. Bd. 3/4, 1938/9, S. 49ff.
- (mit A. Nestle) Buntes Allerlei. Bd. 3/4, 1938/9, S. 92ff.
- Aus dem Heimatschrifttum. Bd. 3/4, 1938/9, S. 95ff.
- (mit Georg Albrecht) Zur Topographie und Geschichte Alpirsbachs. Bd. 6, 1949, S. 9ff. u. 25ff.
- 40 Jahre Freudenstädter Heimatblätter. Bd. 12, 1972/77, Nr. 30 (März 1976).
- Eine kurzlebige Gedenktafel am einstigen Stuttgarter Tor. Bd. 12, 1972/77, Nr. 38 (Januar 1977).
- Einwohnerliste als Erbhuldigung. Bd. 13, Mai 1977–Dez. 79, Nr. 12.
- Die vor 300 Jahren genannten Gasthöfe in Freudenstadt und ihre Geschichte. Bd. 13, Mai 1977–Dez. 79, Nr. 12.
- Die einstigen Ziegeleien in Freudenstadt. Bd. 13, Mai 1977–Dez. 79, Nr. 15, 16 u. 17.